# Хайнрих Мориц II фон дер Шуленбург-Хеслер
Хайнрих Мориц II фон дер Шуленбург-Хеслер (на немски: Heinrich Moritz II von der Schulenburg-Heßler; * 6 ноември 1816, Витценбург при Кверфурт; † 5 март 1874, Палермо) от род фон дер Шуленбург (от „Бялата линия“), е граф на Шуленбург-Хеслер, господар на Витценбург, Вайенширмбах и Крюсау (от 1843), на 18 октомври 1861 г. получава титлата наследствен „кемерер“ в Ландграфство Тюринген/Тюрингия.

## Произход и управление
Той е вторият син на имперски граф Фридрих Хайнрих Мориц фон дер Шуленбург-Хеслер (1783 – 1840) и съпругата му Аделаида/Фридерика фон Варнсдорф (1790 – 1821). Внук е на имперски граф Хайнрих Мориц фон дер Шуленбург-Хеслер (1739 – 1808) и графиня Ердмута Хенриета фон Бюнау (1757 – 1825). Най-големият му брат е граф Ернст Хайнрих фон дер Шуленбург-Хеслер (1812 – 1843), неженен и бездетен, и той го наследява.
След 1843 г. граф Хайнрих Мориц II пристроява дворец Витценбург в стил нов Ренесанс и нов Барок и сменя всички врати, прозорци, строи сгради наолколо и разкрасява парка.
При коронизацията на император Вилхелм Велики на 18 октомври 1861 г. той получава титлата наследствен кемерер в Ландграфство Тюринген/Тюрингия.

## Фамилия
Хайнрих Мориц II фон дер Шуленбург-Хеслер се жени на 3 октомври 1851 г. за Клара Елизабет Вилхелмина Хенриета фон Ягов (* 31 юли 1827, Далмин; † 24 февруари 1873, Витценбург), дъщеря на майор Фридрих Вилхелм Август фон Ягов (1783 – 1863) и графиня Агнес Луиза Ернестина Каролина фон дер Шуленбург-Хеслер-Витценбург (1789 – 1853), дъщеря на Хайнрих Мориц фон дер Шуленбург-Хеслер (1739 – 1808) и графиня Ердмута Хенриета фон Бюнау (1757 – 1825). Те имат три деца:
- Вернер Кристоф Даниел фон дер Шуленбург-Хеслер (* 15 август 1852, Витценбург; † 17 юни 1930, Витценбург), женен за Мария Луиза Августа Тереза Зенфт фон Пилзах (* 3 ноември 1855, Грима; † 6 март 1946, Хале)
- Мария фон дер Шуленбург (* 25 август 1854, Витценбург; † 26 май 1921, Дрезден), омъжена I. за фрайхер Аскан фон Кампе (* 15 януари 1851, Гота; † 17 февруари 1883, Нинхаген), II. на 9 декември 1886 г. във Витценбург за граф Карл Ксавер Максимилиан фон Хоентал (* 23 ноември 1853, Дрезден; † 8 юли 1899, Лайпциг), син на граф Карл Юлиус Леополд фон Хоентал (1830 – 1892) и Августа Изидора фон Вутенау (1832 – 1886)
- Анна Елизабет фон дер Шуленбург (* 10 май 1858, Витценбург; † 9 февруари 1939, Дрезден) за фрайхер Еберхард фон дер Реке (* 4 май 1847, Мерзебург; † 4 юни 1920, Дрезден)